# Riley 12/6
La 12/6 è un'autovettura di fascia media prodotta dalla Riley nel 1935. Sostituì la Riley 14-6.
Il modello aveva installato un motore a sei cilindri in linea e valvole in testa da 1.458 cm³ di cilindrata, che permetteva al veicolo di raggiungere la velocità massima di 112 km/h. Questo propulsore era quindi più piccolo del motore della 14-6. La 12/6 venne offerta con un solo tipo di carrozzeria, berlina quattro porte.
Dopo un breve periodo di commercializzazione, il modello venne tolto dal mercato senza il lancio di nessun modello successore.